# Peña del Panal
Peña del Panal är en ort i Mexiko.   Den ligger i kommunen Tarímbaro och delstaten Michoacán de Ocampo, i den södra delen av landet, 220 km väster om huvudstaden Mexico City. Peña del Panal ligger 1 873 meter över havet och antalet invånare är 1 091.
Terrängen runt Peña del Panal är kuperad västerut, men österut är den platt. Runt Peña del Panal är det tätbefolkat, med 411 invånare per kvadratkilometer. Närmaste större samhälle är Morelia, 8,1 km söder om Peña del Panal. I omgivningarna runt Peña del Panal växer huvudsakligen savannskog.